# Заклинье (сельское поселение)
Се́льское поселе́ние За́клинье (карел. Zuaklenjan kyläkunda) — упразднённое муниципальное образование в составе Рамешковского района Тверской области. На территории поселения находились 25 населённых пунктов — 1 село и 24 деревни.
Центр поселения — село Заклинье.
Образовано в 2005 году, включило в себя территорию Заклинского сельского округа.
Законом Тверской области от 5 апреля 2021 года № 18-ЗО к 17 апреля 2021 года было упразднено в связи с преобразованием Рамешковского муниципального района в муниципальный округ.

## Географические данные
- Общая площадь: 228,4 км²
- Нахождение: северная часть Рамешковского района
  - Граничило:
    - на севере — с Бежецким районом, Моркиногорское СП
    - на востоке — с Бежецким районом, Житищенское СП
    - на юго-востоке — с СП Алёшино
    - на западе — с СП Некрасово

## Население
По переписи 2002 года — 871 человек, на 01.01.2008 — 944 человек.
Национальный состав: русские и карелы.

## Населенные пункты
На территории поселения находились следующие населённые пункты:
| Тип  | Название      | Население | Население | Население | Население |
| Тип  | Название      | 1859      | 1936      | 1989      | 2002      |
| ---- | ------------- | --------- | --------- | --------- | --------- |
| село | Заклинье      | 174       | 201       | 257       | 196       |
| дер. | Абакумово     | 121       | 119       | 11        | 10        |
| дер. | Алексеевское  | 245       | 370       | 214       | 210       |
| дер. | Березняки     | 15        | 212       | 27        | 21        |
| дер. | Вильяшево     | 156       |           | 17        | 4         |
| дер. | Власиха       | 52        | 192       | 39        | 34        |
| дер. | Григорово     | 142       | 195       | 15        | 9         |
| дер. | Заручье       | 145       | 283       | 53        | 21        |
| дер. | Иваньково     | 314       | 500       | 72        | 55        |
| дер. | Исачиха       | 67        | 276       | 35        | 19        |
| дер. | Каменное      | 221       | 165       | 5         | 1         |
| дер. | Коростелёво   | 224       | 373       | 80        | 54        |
| дер. | Красная Горка |           |           | 7         | 10        |
| дер. | Липное        | 106       | 76        | 1         | 2         |
| дер. | Лядины        | 136       | 373       | 191       | 124       |
| дер. | Мсты          | 89        | 202       | 12        | 1         |
| дер. | Обратково     | 87        | 34        | 0         | 0         |
| дер. | Оглядкино     | 5         | 106       | 16        | 8         |
| дер. | Перепечкино   | 59        | 126       | 14        | 12        |
| дер. | Петраково     | 128       | 121       | 42        | 50        |
| дер. | Починово      | 53        | 160       | 5         | 6         |
| дер. | Сезомцы       |           | 14        | 0         | 1         |
| дер. | Сёмжино       | 55        | 150       | 0         | 0         |
| дер. | Смочели       | 147       | 241       | 8         | 5         |
| дер. | Хорошово      | 339       | 302       | 20        | 18        |

### Бывшие населённые пункты
На территории поселения исчезли деревни: Александрино, Грудениха, Дубровка, Осейкино, Пашенка, Пересиха, Песчанка, Слюдицы, Хваликово, Хмелевка; хутора Иваньково, Махани и другие.

Деревни Большие Пупцы и Малые Пупцы присоединены к селу Заклинье.

## История
В XIII—XIV вв. территория поселения входила в Каменский стан Бежецкого Верха Новгородской земли.
В XV—XVII вв. — в Каменский стан Бежецкого Верха (Бежецкого уезда) Русского государства.
- После реформ Петра I территория поселения входила:
  - в 1708—1727 гг. в Санкт-Петербургскую (Ингерманляндскую 1708—1710 гг.) губернию, Углицкую провинцию,
  - в 1727—1775 гг. в Московскую губернию, Углицкую провинцию,
  - в 1775—1796 гг. в Тверское наместничество, Бежецкий уезд,
  - в 1796—1929 гг. в Тверскую губернию, Бежецкий уезд,
  - в 1929—1935 гг. в Московскую область, Рамешковский район,
  - в 1935—1990 гг. в Калининскую область, Рамешковский район,
  - с 1990 в Тверскую область, Рамешковский район.

В XIX — начале XX века большинство деревень поселения относились к Заклинской волости Бежецкого уезда.

## Известные люди
Рожнов Владислав Олегович (1995) - общественный деятель.